# South Elgin
South Elgin – wieś w Stanach Zjednoczonych, w stanie Illinois, w hrabstwie Kane.